# Cầm máu
Cầm máu (tiếng Anh: hemostasis) là một quá trình sinh lý, sinh hóa tổng hợp nhằm chấm dứt hoặc ngăn cản sự mất máu, giữ máu ở trong mạch máu. Đây là quá trình đầu tiên của việc làm lành vết thương. Quá trình này bao gồm việc biến máu từ dạng lỏng thành dạng keo đặc.